# دلوینه (آلبانی)
دلوینه (به یونانی: Δελβινιον) شهری کوچک در جنوب کشور آلبانی و مرکز استانی به همین نام 

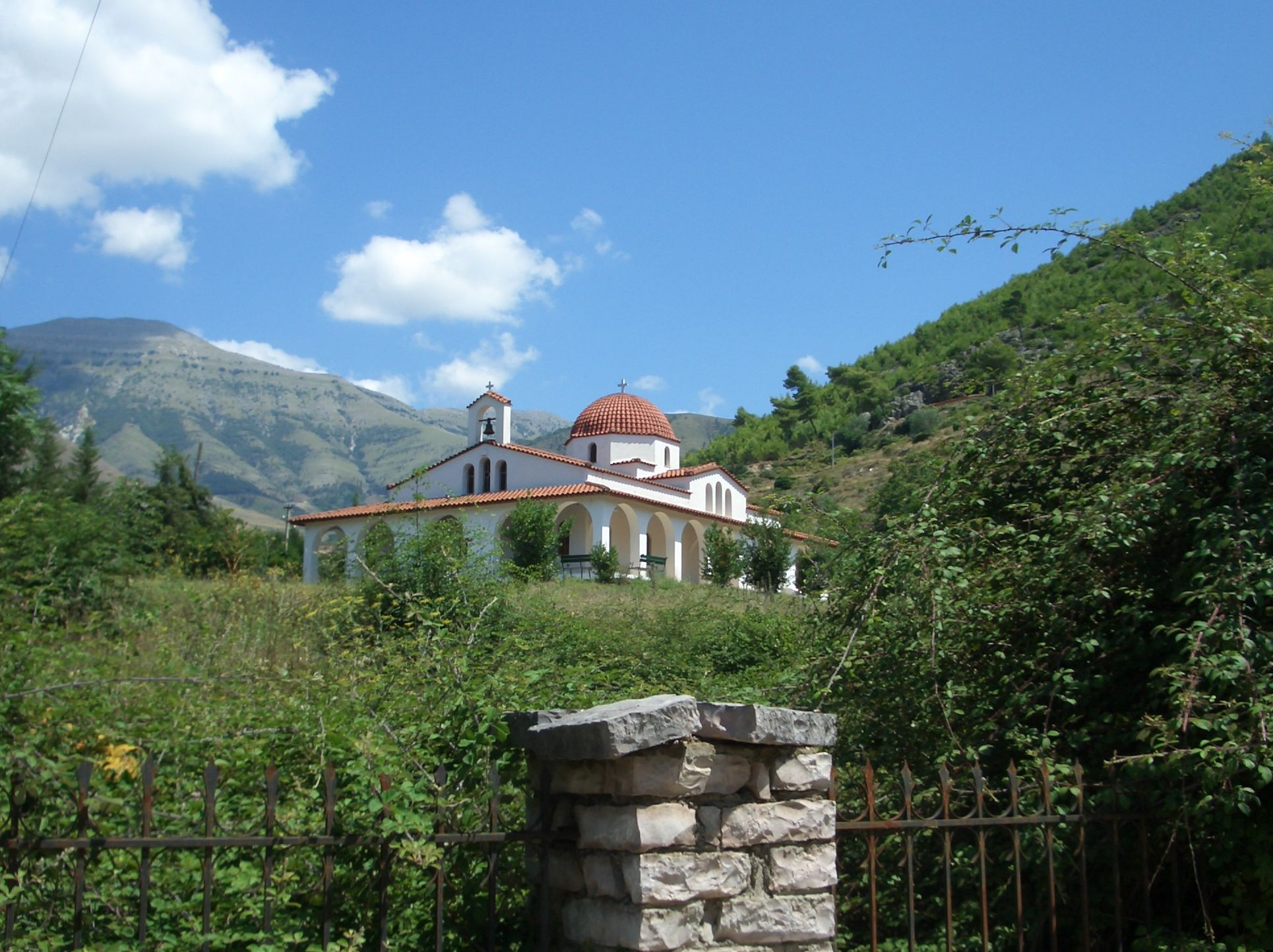